# Tina Nordlund
Tina Cecilia Elisabeth Nordlund (19 de março de 1977) é uma ex-futebolista profissional sueca que atuava como meia.

## Carreira
Tina Nordlund fez parte do elenco da Seleção Sueca de Futebol Feminino, nas Olimpíadas de 2000. 